# Jonathan Anderson
Pour les articles homonymes, voir Anderson.
Jonathan Anderson est un couturier irlandais né le 17 septembre 1984.
Il est connu pour avoir été le directeur artistique de la marque espagnole Loewe de septembre 2013 à mars 2025. Il est ensuite nommé directeur artistique de Dior Homme.
Dans les années 2020, il est également costumier pour plusieurs films du réalisateur italien Luca Guadagnino, Challengers (2024) et Queer (2024).

## Biographie
Jonathan Anderson grandit à Magherafelt, une petite ville d'Irlande du Nord. Sa mère est institutrice et son père, Willie Anderson, joueur professionnel puis entraîneur de rugby à XV. À l'âge de dix-huit ans, il étudie pendant un an au Studio Theater de Washington pour apprendre à devenir acteur.
En 2008, Jonathan Anderson crée sa propre marque pour hommes, nommée JW Anderson, aux lignes androgynes. En 2012, il collabore avec la marque de prêt-à-porter Topshop ; le partenariat lui vaut de gagner en notoriété auprès du public. Anderson est remarqué par Pierre-Yves Roussel, qui envisage de lui confier la direction de Kenzo. Un an plus tard, le conglomérat LVMH prend des parts au sein de JW Anderson et le nomme directeur artistique de l'entreprise espagnole Loewe.
Durant les douze années dont il supervise la création de Loewe, Anderson gagne la réputation d'avoir transformé l'image de la maison, de collections dites « de niche » vers une marque de grande influence. Lors des London Fashion Awards en 2017, Anderson remporte notamment les prix du meilleur créateur pour la mode féminine et du meilleur créateur d'accessoires de l'année.
Dans les années 2020, il est également costumier pour plusieurs films du réalisateur italien Luca Guadagnino, Challengers (2024) et Queer (2024). Il convainc certains des acteurs notoires de ces films, comme Daniel Craig ou Josh O'Connor, d'assister à des défilés de Loewe et d'apparaître dans des publicités pour la marque. En 2024, le magazine américain TIME liste Anderson parmi les cent personnalités les plus influentes du monde, avec un portrait rédigé par Guadagnino.
En avril 2025, LVMH, propriétaire de Loewe et de Dior, annonce sa nomination au rôle de directeur artistique de Dior Homme, en remplacement de Kim Jones.

## Filmographie
- 2024 : Challengers de Luca Guadagnino
- 2025 : Queer de Luca Guadagnino